# Jafar Hassan
Jafar Hassan (em árabe: جعفر حسان; Jordânia, 1968) é um político e funcionário público jordaniano que atualmente exerce os cargos de Primeiro-ministro do Reino Hachemita e Ministro da Defesa da Jordânia, funções que assumiu em 18 de setembro de 2024 sob o reinado do rei Abdullah II. Sucedeu Bisher Al-Khasawneh. Antes de ser Primeiro-Ministro, Hassan ocupou o cargo de Vice-Primeiro-Ministro e Ministro de Estado dos Assuntos Econômicos de 25 de fevereiro de 2018 a 14 de junho de 2018, durante o governo do primeiro-ministro Hani Al-Mulqi. Nesse período, ele desempenhou-se na formulação de políticas econômicas voltadas para o crescimento e o investimento estrangeiro. Entre 15 de novembro de 2014 e 25 de fevereiro de 2018, Hassan serviu como Diretor do Gabinete do Rei, sendo responsável por coordenar estratégias nacionais e garantir a implementação de prioridades governamentais alinhadas com a visão real. De 14 de dezembro de 2009 a 30 de março de 2013, foi Ministro do Planejamento e Cooperação Internacional.
Ele possui um diploma de estudos superiores e um doutorado em Ciências Políticas e Economia Internacional pelo Instituto Universitário de Altos Estudos Internacionais em Genebra. Ele também possui pós-graduações pela Harvard University John F. Kennedy School of Government, Universidade de Boston e bacharelado pela American University em Paris.
Em 2020, ele foi condecorado com a Estrela de Ouro e Prata da Ordem do Sol Nascente Japonesa por fortalecer os laços entre a Jordânia e o Japão.
Em 15 de setembro de 2024, o rei Abdullah II nomeou Hassan como o novo primeiro-ministro do país. Isso ocorreu após as eleições parlamentares de 10 de setembro de 2024.